# Miquel Duran Portas
Miquel Duran Portas (Mayá de Moncal, La Garrocha, 16 de febrero de 1957) es catedrático de química física en la Universidad de Gerona, en la cual imparte docencia a la Facultad de Ciencias, lleva a cabo investigación en el marco del Instituto de Química Computacional y Catálisis, y es miembro de la Cátedra de Cultura Científica y Comunicación Digital. Ha ostentado varios cargos académicos en la misma Universidad.

## Biografía
Pertenece al Instituto de Química Computacional y Catálisis de la Universidad de Gerona, concretamente al grupo de investigación de Química Teórica y Metodología y Modelado Molecular. Su ámbito de investigación se centra en el estudio teórico de la química (química-física y química cuántica). También impulsó el proyecto Laquimica.net para acercar la ciencia a los estudiantes de secundaria y a la sociedad. Ha escrito más de doscientos artículos de investigación en química cuántica.
Se doctoró en ciencias químicas en la Universidad Autónoma de Barcelona en 1984 e hizo la investigación postdoctoral en la Universidad de Berkeley, en California (1985-1986). Desde el 1992 es catedrático de química en la Universidad de Gerona, donde ha ocupado los siguientes cargos:
- Vicedecano de la facultad de ciencias (1992-1994)
- Coordinador del Programa de Doctorado de Química Teórica y Computacional (1993)
- Vicerrector de Profesorado (1994-1996)
- Vicerrector de personal académico (1996-2002)
- Vicerrector de informática (1996-1999)
- Director del departamento de química (2003-2007)
- Vicerrector de política científica (2007-2008)
- Vicerrector de política científica y planificación estratégica (2008-2009)
- Comisionado para el Programa UdG2.0 (2010-2013)
- Director del Departamento de Química (2014-)

El 2016 fue reconocido con la Medalla Narcis Monturiol.